# Tombe d'Orval
De Tombe d'Orval is een zogenaamd vorstengraf uit de vroege La Tène-periode, gevonden in het Normandische Coutances en gedateerd tussen 300 en 250 v.Chr. In het graf lag een Keltische hoogwaardigheidsbekleder begraven samen met een tweewielige kar en twee paarden. Vooral de aanwezigheid van de paarden maakt het graf uitzonderlijk. De Tombe d'Orval is het enige van de honderden gevonden Gallische graven met karren in Frankrijk waarin ook paarden begraven werden. Het is ook het meest westelijke van zulke graven gevonden in Frankrijk.
De site werd in de zomer van 2006 onder leiding van Hubert Leapaumier opgegraven door het Institut national des recherches archéologiques préventives (Inrap) naar aanleiding van de aanleg van een omleidingsweg rond Coutances. Door de hoge zuurtegraad van de bodem zijn de meeste organische elementen niet bewaard gebleven.
Het graf bevatte een volledige tweewielige kar waarvan delen van de wielen en de as, de carrosserie en ook het bronzen stuk om de teugels te geleiden werden teruggevonden. Dit laatste element is versierd met gezichten, een in vooraanzicht en twee in profiel. Ook werden resten van twee paardentuigen gevonden, versierd met koraal. Dit exotisch en dus kostbaar materiaal was afkomstig uit de Middellandse Zee. Een van de tuigen bevond zich waarschijnlijk op een van de begraven paarden; het ander lag in een lederen buidel. Van de twee paarden zijn enkel tanden gevonden.
Van de begraven persoon (een man) zijn enkel de wapens (een uitzonderlijk lange speerpunt van 70 cm en een zwaard in zijn schede) en een gouden ring bewaard gebleven.